# Lew Sapieha
Lew Iwanowicz Sapieha herbu Lis (ur. 4 kwietnia 1557 w Ostrownie, zm. 7 lipca 1633 w Wilnie) – hetman wielki litewski od 1625, kanclerz wielki litewski w latach 1589–1623, marszałek sejmu w Warszawie w 1582, podkanclerzy litewski do 1585, wojewoda wileński od 1621, sekretarz Stefana Batorego, pisarz wielki litewski od 1581, starosta słonimski, brzeski, mohylewski.
Lew Sapieha był wnukiem Iwana, synem Iwana Iwanowicza, bratem Andrzeja.

## Życiorys
Lew Sapieha urodził się 4 kwietnia 1557 r. w Ostrownie, jako syn Iwana Sapiehy, podstarościego orszańskiego oraz Bohdany z kniaziów Druckich-Sokolińskich. Został wychowany w wierze prawosławnej. O jego młodości nie wiadomo nic pewnego. Rodzina Sapiehów nie należała wówczas do elity Wielkiego Księstwa Litewskiego.
Jako chłopiec został oddany na dwór Mikołaja Radziwiłła Czarnego, z którego synami studiował w Lipsku w latach 1570–1573. Podczas pobytu za granicą uległ wpływom protestantyzmu i odszedł od prawosławia, zostając kalwinistą.
W roku 1579 dzięki protekcji Radziwiłłów dostał się na dwór Stefana Batorego. Brał udział w kampanii połockiej, podczas której otrzymał tytuł dworzanina królewskiego. 30 stycznia 1580 roku został mianowany sekretarzem królewskim. W 1580 roku brał udział w wyprawach na Wielkie Łuki i Psków. W 1581 roku awansowany na pisarza litewskiego. Posłował na sejm 1582. W roku 1583 przebywał przy królu na dworze w Niepołomicach, a później w Krakowie.
W roku 1584 został wysłany z poselstwem do Moskwy, gdzie trafił na śmierć Iwana Groźnego. Mimo braku instrukcji na taką okoliczność, dopełnił poselstwa, uzyskując u nowo obranego cara Fiodora 10-miesięczny rozejm.
2 lutego 1585 roku otrzymał urząd podkanclerzego litewskiego. Od marca 1585 do maja 1586 roku  był administratorem skarbu litewskiego, a co za tym idzie, zarządcą mennicy w Wilnie, mimo iż tytularne podskarbiostwo litewskie zachował Jan Hlebowicz. W tychże latach brał udział w pracach dworu, w tym w dużej części wpływał na politykę wschodnią Rzeczypospolitej. W 1586 roku przeszedł ostatecznie na katolicyzm.
Na początku 1587 roku został wysłany jako przedstawiciel stanów litewskich z Janem Hlebowiczem i Bohdanem Sapiehą na Sejm konwokacyjny. Początkowo popierał kandydaturę cara Fiodora na tron Polski, a gdy szala przechyliła się na stronę Zygmunta Wazy zachował neutralność, nie przystępując do elekcji. Dopiero w grudniu 1587 roku na polecenie stanów litewskich udał się do Krakowa, gdzie w styczniu 1588 roku negocjował z królem w zamian za uznanie elekcji nowy kodeks prawa litewskiego, tzw. III Statut Litewski. W dalszym ciągu 1588 roku pozostał na dworze, umacniając swoją pozycję. Na sejmie 1589 roku otrzymał kanclerstwo litewskie. W 1589 roku był sygnatariuszem ratyfikacji traktatu bytomsko-będzińskiego na sejmie pacyfikacyjnym. W maju 1589 roku wysłany wraz z Sewerynem Bonerem przez króla do Rygi w celu przywrócenia porządku w mieście. Posłował na sejm wiosenny 1590, a także zimowy 1590/1591, na którym przekonywał króla do pozostania w Polsce (król nosił się wtedy z zamiarem rezygnacji i powrotu do Szwecji. W 1592 roku pracował nad poprawkami do III Statutu Litewskiego. Po sejmie 1592 roku król powierzył Lwu funkcję deputata do rewizji skarbu litewskiego. Na wiosnę 1593 roku pełnił obowiązki marszałka Trybunału Głównego Wielkiego Księstwa Litewskiego. W 1595 roku prowadził kampanię przeciwko powierzaniu urzędów litewskich osobom pochodzącym z Korony. Brał udział w sejmie 1595 roku.

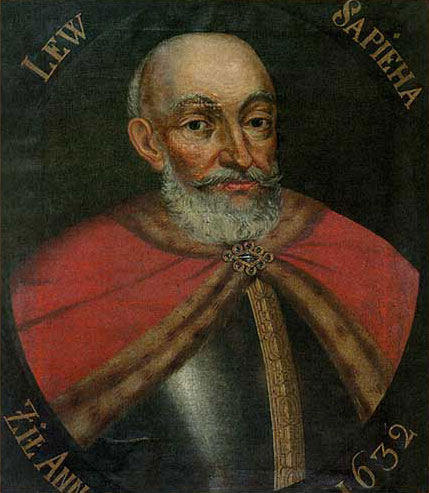
Tablica pośmiertna
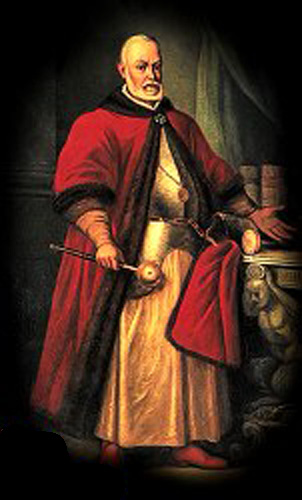
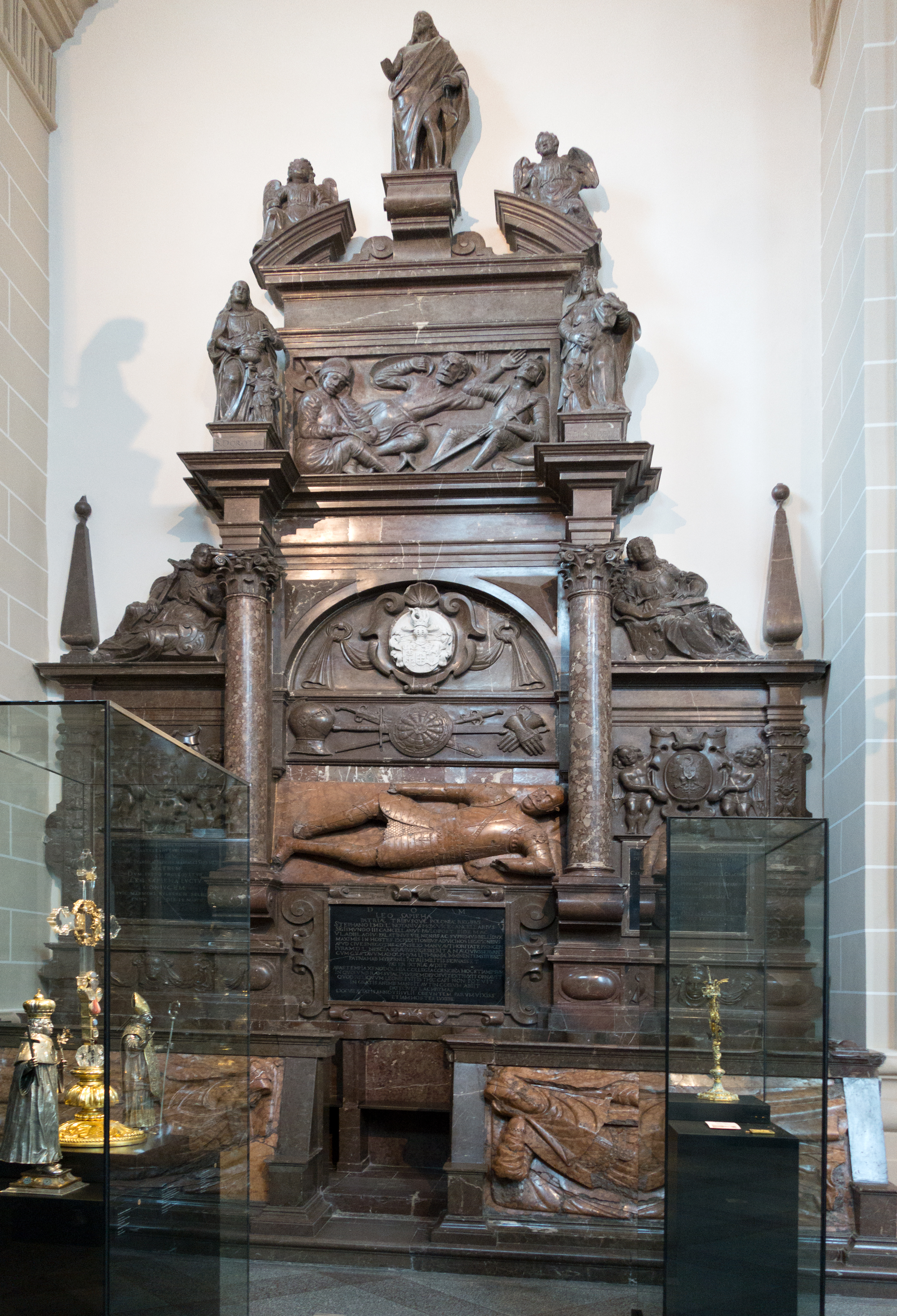
Nagrobek Lwa Sapiehy
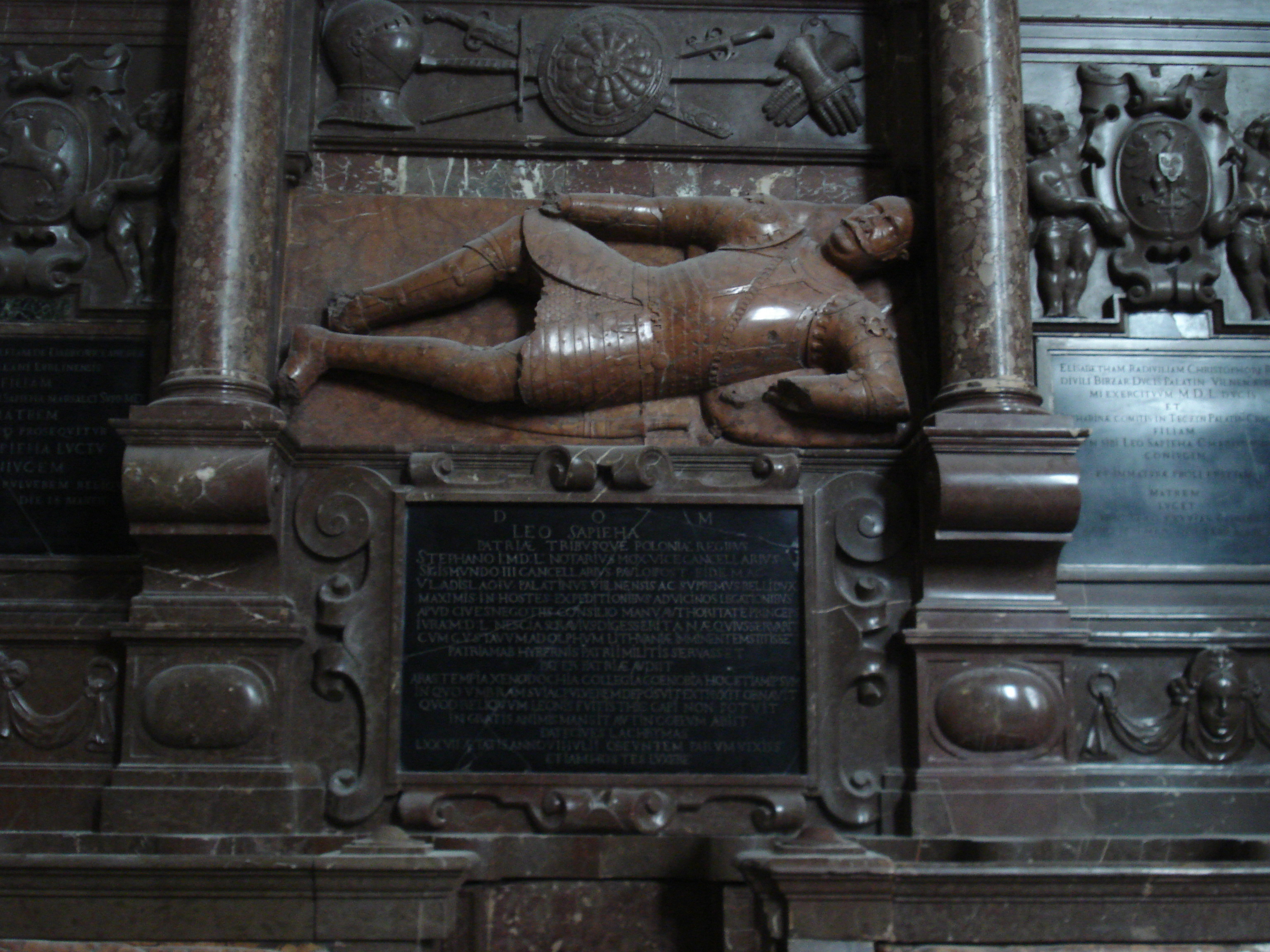
Tablica nagrobna. Kościół św. Michała w Wilnie
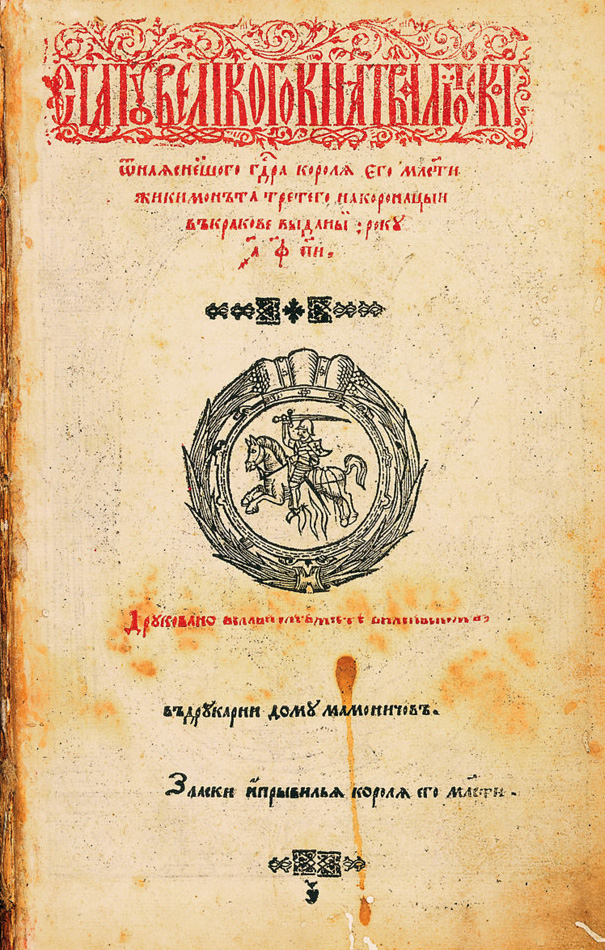
III Statut Litewski
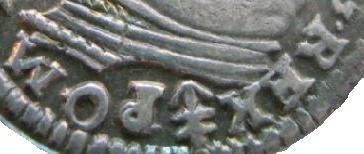
Herb Lwa Sapiehy na trojaku litewskim Stefana Batorego z 1585 r.

Podczas pobytu w Krakowie we wrześniu 1595 roku brał udział w rozmowach prawosławnych hierarchów Hipacego Pocieja i Cyryla Terleckiego na temat ewentualnej unii prawosławia z Rzymem na terenie Rzeczypospolitej. Rozmowy te znalazły swój finał w październiku 1596 roku pod postacią unii brzeskiej na synodzie, na którym Lew reprezentował króla. Za zasługi włożone w dopełnienie unii otrzymał imienne podziękowanie od papieża Klemensa VIII.
Posłował na sejm 1597, broniąc zawartej unii przed sejmową opozycją. W 1598 roku odprowadził do Gdańska udającego się do Szwecji Zygmunta III, na którą to wyprawę pożyczył królowi 15 000 złotych.
Po śmierci w 1598 roku cara Fiodora Lew był zwolennikiem Zygmunta III jako kandydata na tron moskiewski. Po wyborze Borysa Godunowa optował za poślubieniem przez króla polskiego córki cara, Kseni. Po sejmie wiosennym 1600 roku został wysłany z poselstwem do Moskwy, którego głównym zadaniem było zapobieżenie sojuszowi moskiewsko-szwedzkiemu. Poselstwo przybyło do Moskwy w październiku 1600 roku, zostało jednak przyjęte dopiero w połowie grudnia. Mimo trudności negocjacyjnych zakończyło się ono połowicznym sukcesem w marcu 1601 roku, uzyskując 20-letni rozejm.
Powracając z poselstwa dołączył do króla, w towarzystwie którego odbył całą jesienną kampanię inflancką 1601 roku. W roku 1602 uczestniczył w kolejnych rokowaniach pokojowych z Moskwą i zjeździe stanów litewskich, mających uchwalić kolejne pobory na wojska koronne w Inflantach. Lew przeciwstawiał się ich wysokości, będąc wrogiem przebywania na terenie przylegającym do Litwy większej ilości wojsk koronnych. W lutym 1603 roku uczestniczył w sejmie krakowskim, łagodząc w dalszym ciągu spory polityczne powstałe z powodu unii brzeskiej. W 1604 roku ponownie został obrany marszałkiem Trybunału Litewskiego.
Wbrew utartym opiniom nie był zwolennikiem i mecenasem Dymitra Samozwańca. Uważał wręcz Dymitriadę za szkodliwą dla kraju ze względu na trwającą wojnę ze Szwecją. W trakcie Rokoszu Zebrzydowskiego, mającego duże poparcie na Litwie pozostał wiernym królowi, mając jednak duże wpływy w środowisku rokoszan. W dużej mierze dzięki jego działalności w latach 1606–1608 udało się osiągnąć względne porozumienie dworu z opozycją.
Po upadku Dymitra Samozwańca w roku 1607 uznał za niezbędną wojnę z Moskwą. Jego zdaniem była to znakomita okazja do wyjaśnienia definitywnie spraw związanych z kłopotliwym sąsiadem. Już w sierpniu 1607 roku jego brat stryjeczny Jan Piotr Sapieha zaciągnął się w służbę do Dymitra II Samozwańca. Sam Lew ruszył na wojnę wraz z królem w sierpniu 1609 roku. Zważywszy brak koordynacji działań militarnych szybko przestał wierzyć w ich skuteczność i już na początku 1610 roku wszczął własne negocjacje z bojarami Wasyla Szujskiego. Po zwycięstwie pod Kłuszynem i zawartych przez Stanisława Żółkiewskiego układach z bojarami, oferującymi tron moskiewski królewicza Władysława Lew z całych sił zaangażował się w przekonanie do tej sprawy stojącego w opozycji króla. Paktował na własną rękę z Wasilijem Golicynem i metropolitą Filaretem, pozostając jednak cały czas wiernym królowi. Wrócił spod Moskwy z Zygmuntem III do Wilna w lipcu 1611 roku. Do sprawy powołania na cara królewicza Władysława wrócił jeszcze w grudniu 1611 roku podczas rozmów z poselstwem moskiewskim w Warszawie.
Po upadku sprawy moskiewskiej brał udział w sejmie 1613 roku, odżegnując się od układów Stanisława Żółkiewskiego z bojarami, dostosowując się do nowej sytuacji geopolitycznej. W 1613 roku został wyznaczony do Trybunału Skarbowego Wielkiego Księstwa Litewskiego Mimo to w latach 1613–1615 w dalszym ciągu kreował polską politykę wschodnią, prowadząc dalsze rozmowy dyplomatyczne z Moskwą, mające głównie na celu wymianę jeńców i zawarcie trwałego rozejmu. Przez cały rok 1616 pracował nad kwestią obronności Wielkiego Księstwa, a także nowych próbach zorganizowania wyprawy moskiewskiej pod wodzą królewicza Władysława.
Wyprawa ta rozpoczęła się latem 1617 roku, jednak już pod koniec roku królewicz odesłał Lwa na sejm, który odbył się w lutym 1618, gdzie jednak nie uzyskał spodziewanej pomocy wojskowej. W wyniku tych uchwał sejmowych nie śpieszył się z powrotem do obozu wojskowego pod Moskwą, gdzie pojawił się dopiero w październiku 1618 roku. W wyniku rozpoczętych rozmów zawarto tam rozejm tzw. dywiliński, który nie rozstrzygał jednak tytułu carskiego.
W lutym 1619 roku powrócił na dwór w Warszawie. Na początku 1620 roku towarzyszył królowi w wyprawie na Litwę. Brał udział w sejmie 1620 roku, stawiając na porządku dziennym kwestię zagrożenia tureckiego. W sierpniu 1621 roku otrzymał od króla uniwersały zwołujące pospolite ruszenie szlachty litewskiej. Król pozostawił Lwu decyzję, które powiaty mają być skierowane przeciwko Moskwie, a które przeciwko Turcji. Od końca 1621 roku przebywał w Warszawie. Był zwolennikiem pokojowego rozstrzygnięcia rozpoczynającego się konfliktu ze Szwecją.
W lutym 1623 roku otrzymał nominację na wojewodę wileńskiego. Wyznaczony przez króla do pacyfikacji duchownych prawosławnych nie chcących podporządkować się unii brzeskiej, mimo iż był gorącym zwolennikiem unii, nie kwapił się z wykonaniem królewskich zaleceń. Brał udział w sejmie nadzwyczajnym 1624 i zwyczajnym 1625 roku. 25 lipca 1625 roku został mianowany hetmanem wielkim litewskim. Ze względu na zaawansowany wiek powierzył zastępstwo Aleksandrowi Gosiewskiemu, a w obozie pod Walmozją w Kurlandii dowództwa wojskowego synowi, Janowi Stanisławowi. Jan Stanisław nie posiadał wystarczających talentów wojskowych, co spowodowało jego klęskę w bitwie pod Walmozją 17 stycznia 1626 roku.
Brał udział w sejmie 1626 roku, gdzie bronił nieudolności syna. W lipcu 1626 roku zapadła decyzja o oddaniu rzeczywistego dowództwa nad wojskiem Aleksandrowi Gosiewskiemu. Porażki przez niego poniesione skłoniły Lwa do optowania za rozwiązaniem dyplomatycznym konfliktu. Rozmowy te zakończyły się 27 stycznia 1627 roku i zakończyły się rozejmem. Od lipca do września 1627 roku brał udział w wojnie podjazdowej w Inflantach, po czym zdał dowództwo Gosiewskiemu. W lipcu 1628 roku brał udział w sejmie, mającym na celu rozwiązanie problemu wypłaty poborów dla żołnierzy, po czym udał się do obozu wojskowego, opuszczonego przez zniechęconego drobnymi porażkami Gosiewskiego. Brał udział obu sejmach 1629. W 1630 roku po raz kolejny został marszałkiem Trybunału Litewskiego, tym razem rozstrzygając za pomocą prerogatyw urzędu własne sprawy prywatne z rodem Radziwiłłów. Na sejmie 1631 roku sugerował przekazanie tronu Szwecji Zygmuntowi III w razie bezpotomnej śmierci Gustawa Adolfa. W trakcie trwającej choroby króla poparł na sejmie 1632 roku wniosek o wykluczeniu z wyboru kolejnego króla kandydatur cudzoziemskich, skłaniając się do poparcia któregoś z synów królewskich. Brał aktywny udział w wydarzeniach politycznych bezkrólewia roku 1632, optując od początku jej powstania za kandydaturą Władysława Wazy. Był członkiem konfederacji generalnej zawiązanej 16 lipca 1632 roku. Był elektorem Władysława IV Wazy z województwa wileńskiego w 1632 roku, podpisał jego pacta conventa. 23 czerwca 1633 roku przywitał nowego króla w Wilnie jako wojewoda wileński i hetman wielki litewski.
Zmarł w Wilnie 7 lipca 1633 roku.
Z dwóch zawartych małżeństw, poza dziećmi zmarłymi w niemowlęctwie miał czworo potomków: Jana Stanisława, Annę, Krzysztofa Mikołaja i Kazimierza Leona.

## Fundacje
- Kościół św. Michała i klasztor Bernardynek w Wilnie